# Papaipema nepheleptena
Papaipema nepheleptena là một loài bướm đêm trong họ Noctuidae.